# Gorybia proxima
Gorybia proxima là một loài bọ cánh cứng trong họ Cerambycidae.